# エルティ932・ガーデンシティ草津

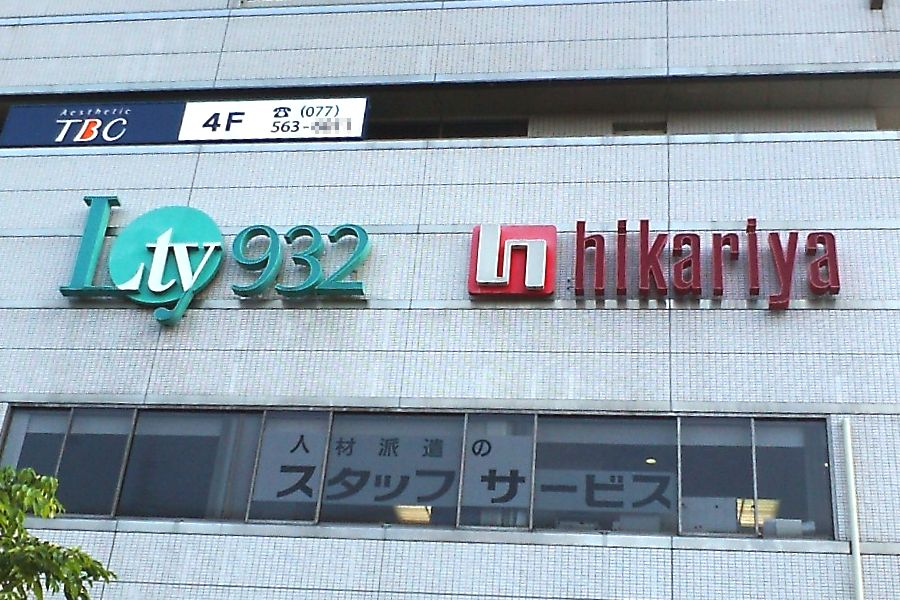
エルティ932とヒカリ屋（営業当時）の旧ロゴ

エルティ932・ガーデンシティ草津（エルティくさつ・ガーデンシティくさつ）は、滋賀県草津市にある市街地再開発ビルである。

## 歴史・概要

### 再開発から開業へ
JR草津駅周辺を再開発し、既存の商店街を含む市街地の高層化をすると共に、大型店などとの併存させる構想が生まれたのが始まりである。
この駅周辺再開発の一端として東口側の地権者などが集まって「草津市駅前A地区都市再開発準備組合」を設立し、当時滋賀県内では最高層となる18階建ての超高層ビルを建設する構想をまとめた。
この構想を実現するため、1985年（昭和60年）12月1日に「草津駅前A地区市街地再開発組合」を設立し、事業を本格化させた。
そして、1986年（昭和61年）5月7日から対象地区内の店舗の営業を継続するための仮店舗を建設し、同年9月13日に仮店舗での営業を開始することになった。
当ビルは1986年（昭和61年）11月29日に着工されたが、当ビルとも接続する草津駅前の歩行者デッキは同月に完成している。
ビルの愛称は一般公募され、1987年（昭和62年）6月12日に「エルティ932」に決まった。
また、ビルの運営会社として草津市などが出資して第三セクターを設立するため、1987年（昭和62年）10月15日に設立発起人会を開催することになった。
1988年（昭和63年）5月に大規模小売店舗法に基づく商業調整会議で計画通りの規模での出店が認められ、同年6月には61の出店事業者が決定した。
当ビルは1988年（昭和63年）7月8日に上棟し、同年10月25日に出店者による商店会の設立総会を開催するなど開業に向けた準備が進められた。
また、同年12月10日には国道1号に通じる都市計画道路・草津駅前線（サンサン通り）が開通することになった。
1989年（平成元年）4月1日にヒカリ屋を核店舗とする商業施設などで構成される「エルティ932」として開業した。
なお、当施設に設置されたからくり時計の愛称は同年5月1日に「エルカリヨン932」が選ばれた。
開業直前の1989年（平成元年）3月と開業直後の同年4月14日の2回のボヤ騒ぎがあったが、高級志向の品揃えなどが功を奏して初年度売上は目標を上回る約105億円となった。

### 競合店の開業
草津駅西口にエイスクエアが1996年（平成9年）3月26日に開業。
当ビルと同じ東口には草津近鉄百貨店が1997年（平成9年）9月5日に開業し、開業初年度に目標の約120億円をほぼ達成した。
なお、草津近鉄百貨店は2003年（平成15年）3月1日に中部近鉄百貨店と合併し、中部近鉄百貨店は2009年（平成21年）3月1日に近鉄百貨店と合併して、近鉄百貨店草津店となった。

### 閉店や改装
1999年（平成11年）5月に地下1階を改装し、「昭和30年代の町並み」を模した飲食店街「ばんから横丁」を開業。
尚、現在は、名称を変更して、地下飲食店街「EKI-CHIKA DINING」となっている。
その後、空きフロアに草津市が市の施設を入居させて支援する案が検討されたものの、2001年（平成13年）3月にはその支援案は撤回され、草津市の予算案は資金貸付などに切り替えられることになった。
そのため、同年6月に草津市の施設が入居することを見込んでいたフロアのテナント募集を行うことになった。
業績の低迷していた核店舗の「ヒカリ屋草津店」は、2005年（平成17年）11月末に当ビル内の食品や衣料品売り場などの営業を終え、閉店することになった。
この「ヒカリ屋草津店」跡の地下1階から地上4階までの約7,600 m2は、2007年（平成19年）2月に不動産業者の「ミキシング」が取得。
同年7月14日にはこのうちの地下1階部分に子ども向けの娯楽施設を開設したのを皮切りに、同年9月21日に「ガーデンシティ草津」として営業を再開させた。
この「ガーデンシティ草津」はドラッグストアなどが先行開業した後、2008年（平成20年）3月8日に核店舗として阪急オアシス草津店が開業した。
しかし、その直後の2008年（平成20年）5月16日に不動産業者の「ミキシング」が大阪地方裁判所に民事再生法の適用を申請して保全命令を受け、経営破綻した。
2014年（平成26年）11月22日に地下1階にジュンク堂書店滋賀草津店が開業した。

## 年表
- 1985年（昭和60年）12月1日 - 「草津駅前A地区市街地再開発組合」を設立[2]。
- 1986年（昭和61年）
  - 5月7日 - 仮店舗の建設に着手[12]。
  - 9月13日 - 仮店舗での営業を開始[13]。
  - 11月29日 - 着工[6]。
- 1987年（昭和62年）
  - 6月12日 - ビルの愛称が一般公募で「エルティ932」に決定[15]。
  - 10月15日 - ビルの運営会社（草津市などが出資する第三セクター）の設立発起人会を開催[16]。
- 1988年（昭和63年）
  - 5月 - 商業調整会議で計画通りの規模での出店を認可[17]。
  - 7月8日 - 上棟[19]。
- 1989年（平成元年）
  - 4月1日 - 「エルティ932」開業[8]。（ヒカリ屋を核店舗とする商業施設などで構成[8]）
  - 12月1日 - 上棟[19]。
- 1999年（平成11年）5月 - 地下1階を改装し、飲食店街「ばんから横丁」を開業[32]。
- 2001年（平成13年）
  - 3月 - 草津市が市の施設を入居させて支援する案を撤回[33]。
  - 6月 - 草津市の施設入居を見込んでいたフロアのテナントを募集[34]。
- 2005年（平成17年）11月末 - 「ヒカリ屋草津店」の食品や衣料品売り場などの営業を終え、閉店[35]。
- 2007年（平成19年）
  - 2月 - 不動産業者の「ミキシング」が「ヒカリ屋草津店」跡を取得[36][37]。
  - 9月21日 - 「ヒカリ屋草津店」跡が「ガーデンシティ草津」として営業を再開[36]。
- 2008年（平成20年）
  - 3月8日 - 阪急オアシス草津店が開業[37]。
  - 5月16日 - 「ミキシング」が大阪地方裁判所に民事再生法の適用を申請し、経営破綻[39]。
- 2014年（平成26年）11月22日 - 地下1階にジュンク堂書店滋賀草津店が開業[40]。

## テナント
低層階部分の店舗などが入居しているほか、上層階は集合住宅が入居する形で構想された再開発ビルである。
低層階は、開業時点では、ヒカリ屋を核店舗とする商業施設で、61の事業者のうち草津市外に本拠を置くのは20店と地元中心のテナントが出店することになった。
また、「ヒカリ屋草津店」は地下1階から地上4階までの約7,600 m2で出店していた。
しかし、草津市の施設入居も検討される（2001年（平成13年）3月に支援案を撤回）など空きフロアが増大し、核店舗の「ヒカリ屋草津店」も2005年（平成17年）11月末に閉店することになった。
「ヒカリ屋草津店」跡は2007年（平成19年）9月21日に不動産業者の「ミキシング」が「ガーデンシティ草津」として営業を再開させた。
開業時のテナント構成は当地区としてはやや高級志向とされていたが、「ガーデンシティ草津」では100円均一店やドラッグストアなどが導入された。
地下1階部分には、1999年（平成11年）5月に「昭和30年代の町並み」を模した飲食店街「ばんから横丁」を開業したほか、「ガーデンシティ草津」の開設時には子ども向けの娯楽施設が入居したが、店舗面積約2,175 m2のジュンク堂書店滋賀草津店が2014年（平成26年）11月22日に開業している。

## 営業時間
ビル開放時間 7時 - 24時30分（営業時間はテナントにより異なる）
- 駐車場 7時 - 24時